# 오인택 (1934년)
오인택(吳仁澤, 1934년 10월 19일~2022년 1월 25일)은 대한민국의 정치인이다. 제24·25대 양양군수를 역임했다.

## 학력
- 현북초등학교 (졸업)
- 양양중학교 (졸업)
- 양양고등학교 (한국 전쟁 납북으로 인한 중퇴)
- 강릉대학교 경영정책과학대학원 (최고위과정 / 수료)

## 경력
- 육군 제12사단에 복무하였다.
- 1961년 지방 공무원의 합격하였다가, 양양군청 28년간, 현북면사무소 3년간 근무하였다.

## 역대 선거 결과
|  | 33.51% |

|  | 33.81% |

## 가족 관계
- 배우자: 최정자
  - 슬하 3남